# Werften in Bremerhaven

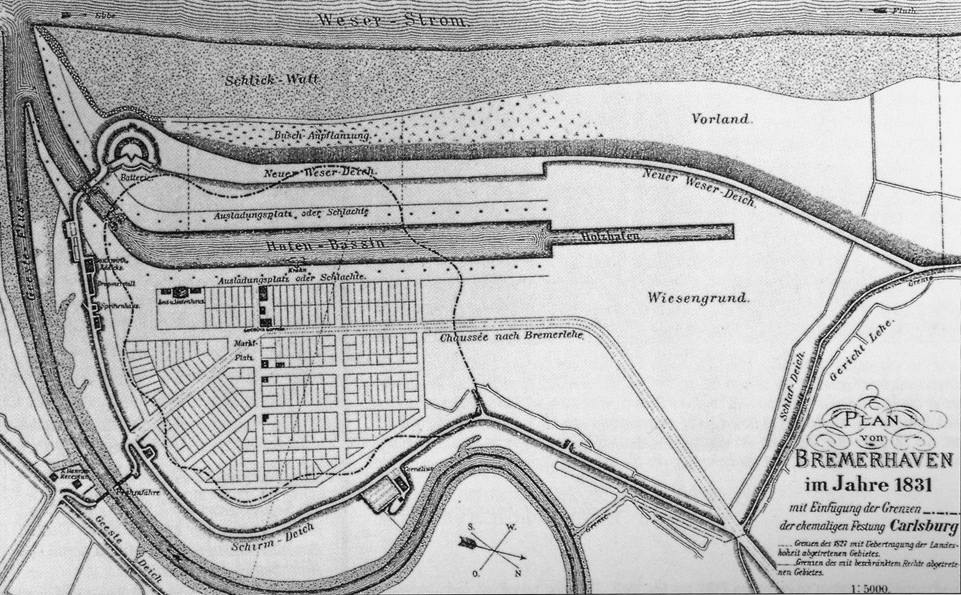
Plan von Bremerhaven aus dem Jahr 1831, der Hafen ist angelegt, es fehlen die Docks

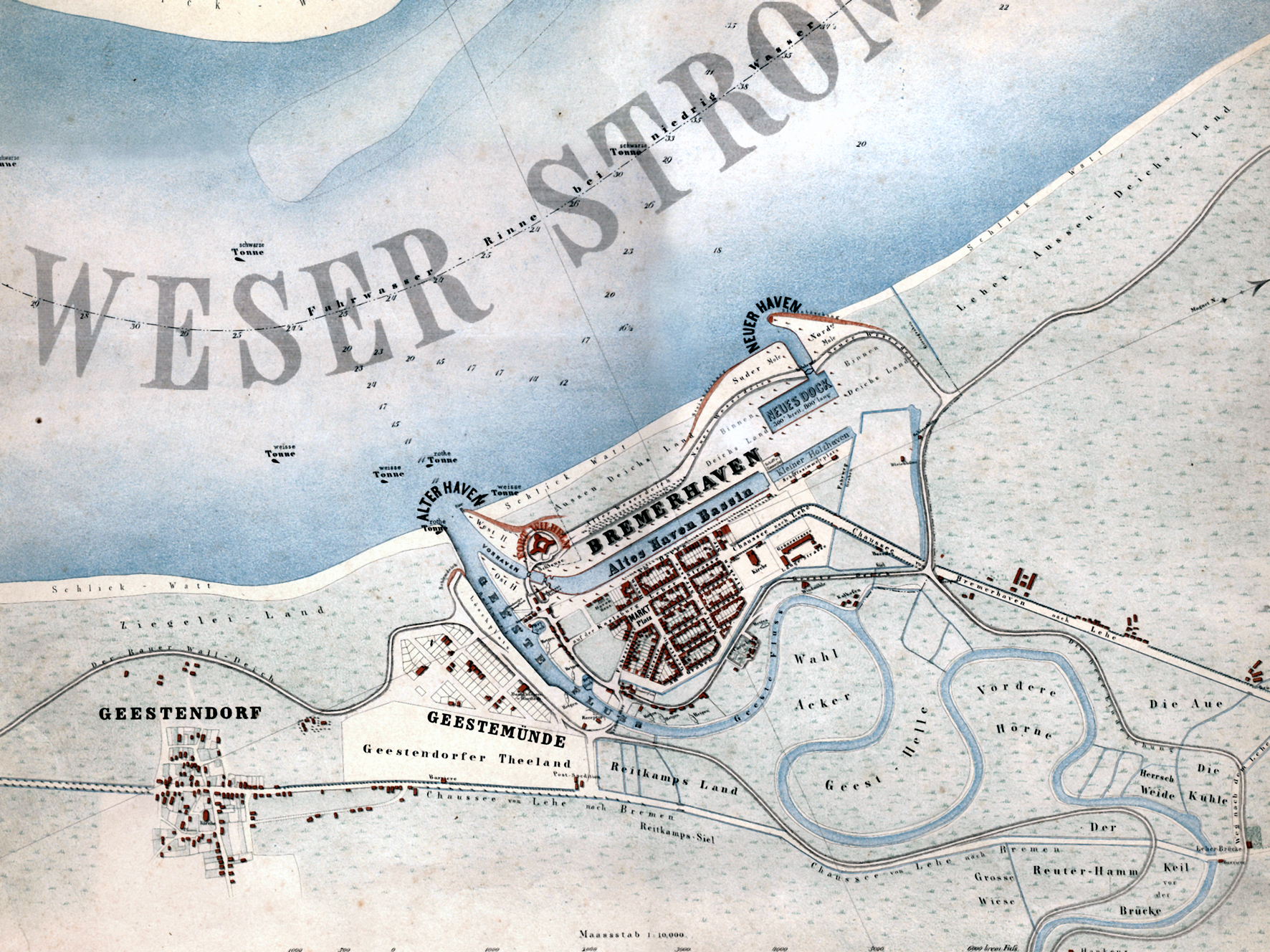
Karte von Geestemünde und Bremerhaven aus dem Jahr 1849, erkennbar die Entstehung des Hafens und die ersten Trockendocks an der Geeste

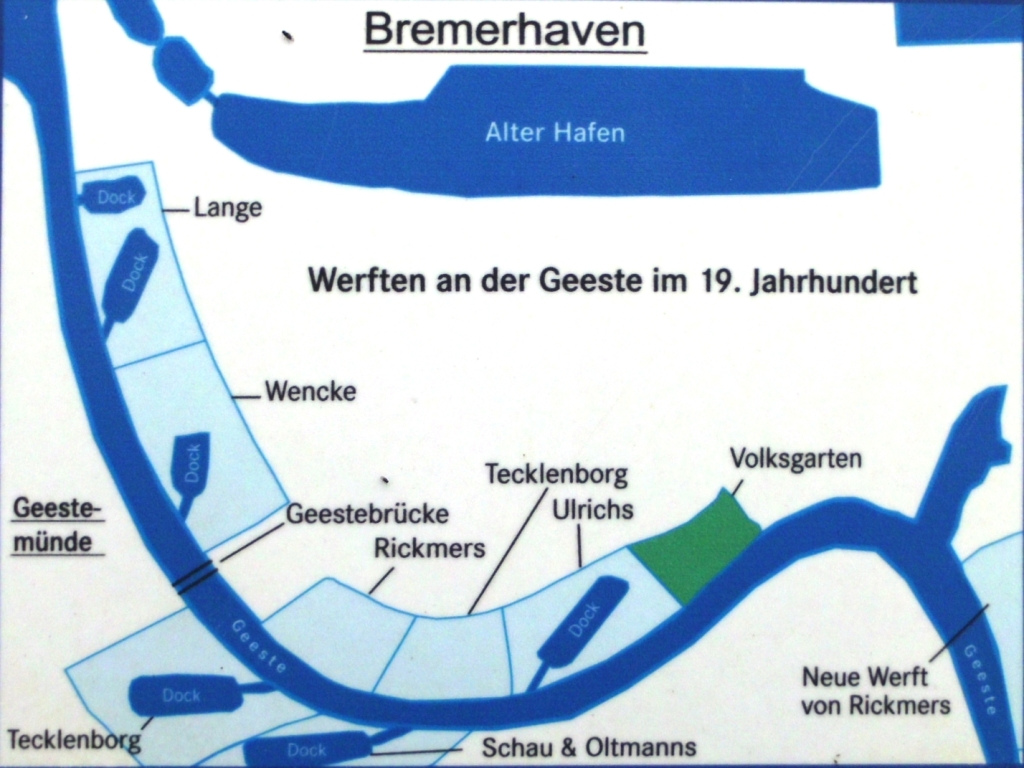
Anordnung der Werften und Docks an der Geeste um 1900

An der Geestemündung im Unterwesergebiet siedelten sich von 1800 bis 1900 viele Werften und Reparaturbetriebe für die Schifffahrt an. In Bremerhaven und Geestemünde begann diese Entwicklung jedoch erst später, nach der Gründung von Bremerhaven und Geestemünde. Wie in Hamburg und Bremen schlossen jedoch im Laufe der Zeit fast alle der hier aufgezählten Werften. Nur die überwiegend im Reparaturbereich tätigen Werften wie die Lloyd Werft, Germay Dry Docks (entstanden aus MWB Motorenwerke Bremerhaven und Rickmers-Lloyd) sowie BREDO und überlebten an diesem bedeutenden und traditionsreichen Werftstandort.

## Gründung von Bremerhaven (1827)
Die Kirchdörfer Geestendorf und Wulsdorf wurden um 1140 urkundlich genannt, Lehe als Amtssitz und Marktort um 1275.
Vegesack löste Bremen wegen der wachsenden Versandung der Weser als Hafenplatz ab; als die Schiffe auch Vegesack nicht mehr anlaufen konnten, wurde an der Wesermündung ein geeigneter Platz gesucht. 1827 unterzeichneten der Bremer Senat und das Königreich Hannover den Vertrag über ein geeignetes Gelände für den neuen Bremer Hafen. Schon 1830 wurde parallel zur Weser ein erstes künstliches Hafenbecken, der Alte Hafen, eingeweiht. Bald darauf (1845) gründete das Königreich Hannover im Süden Bremerhavens eine neue Ortschaft (Geestemünde) und legte ebenfalls einen Hafen an. 1851 erhielt Bremerhaven die Stadtrechte. Die an der Geeste bzw. Weser liegenden preußischen Orte Geestemünde und Lehe wurden 1924 zur neuen Stadt Wesermünde vereinigt. 1939 wurde Bremerhaven in Wesermünde eingemeindet und 1947 wurde Wesermünde in Bremerhaven umbenannt.

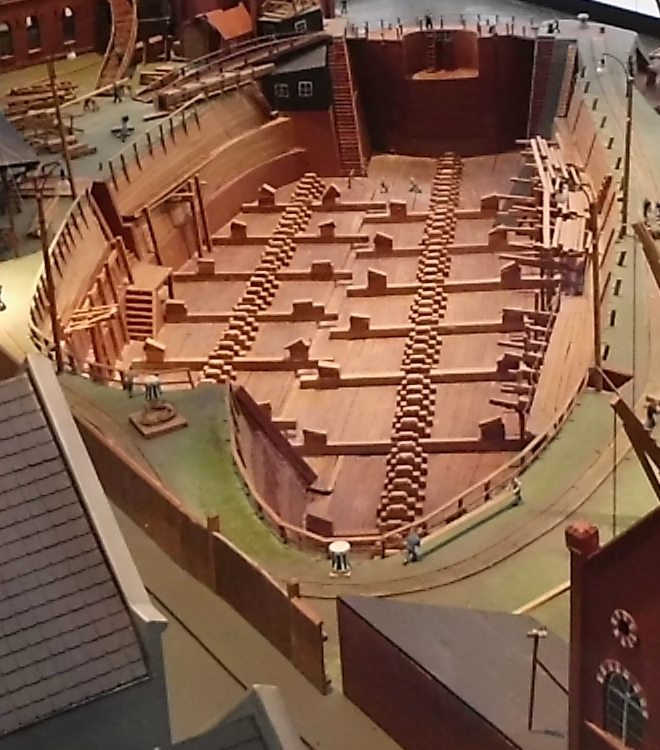
Blick auf das Bremerhavener Doppeldock im Modell der Wenckewerft im Historischen Museum Bremerhaven

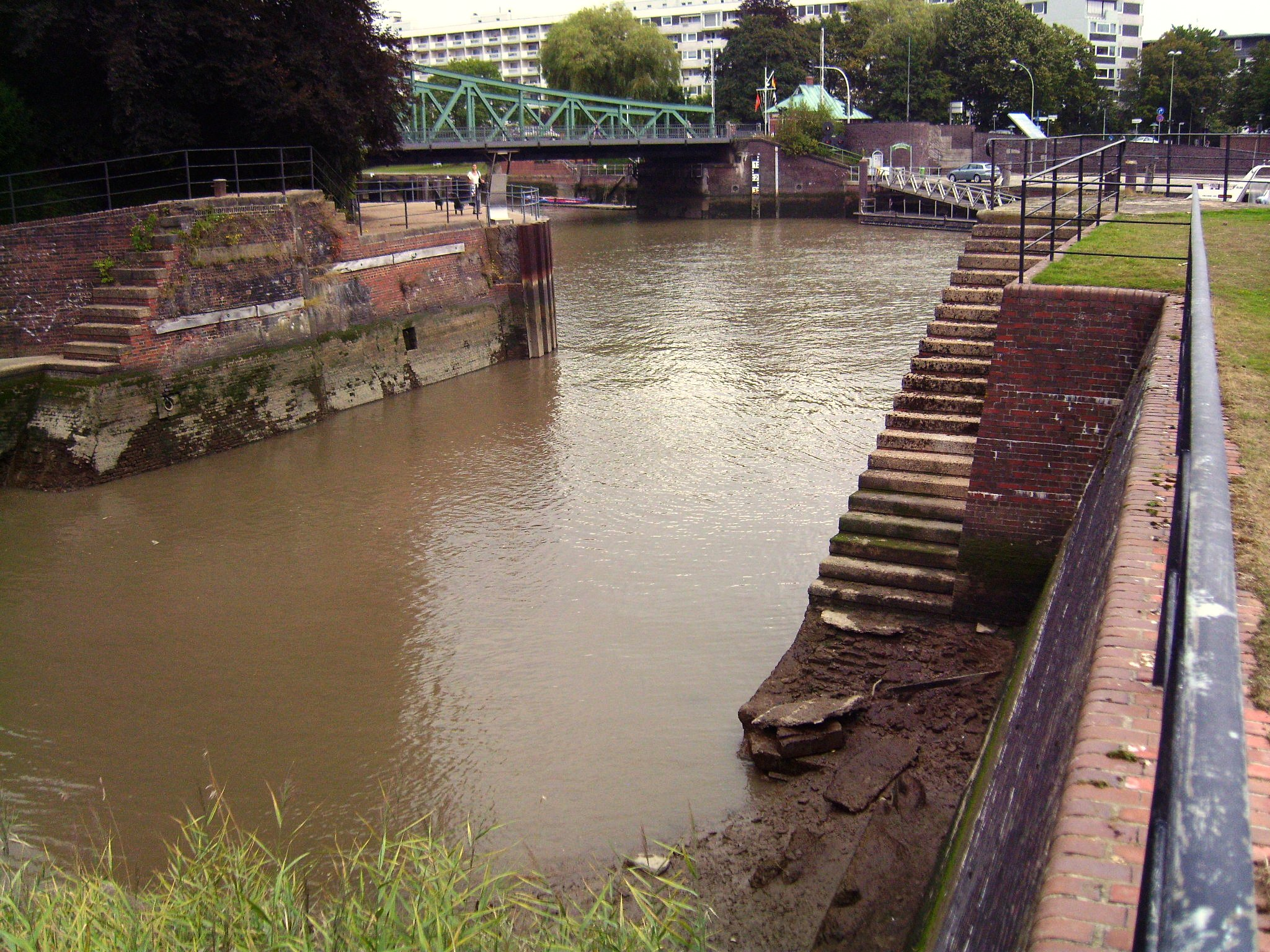
Blick auf die Reste vom Doppeldock der Wenckewerft in Bremerhaven

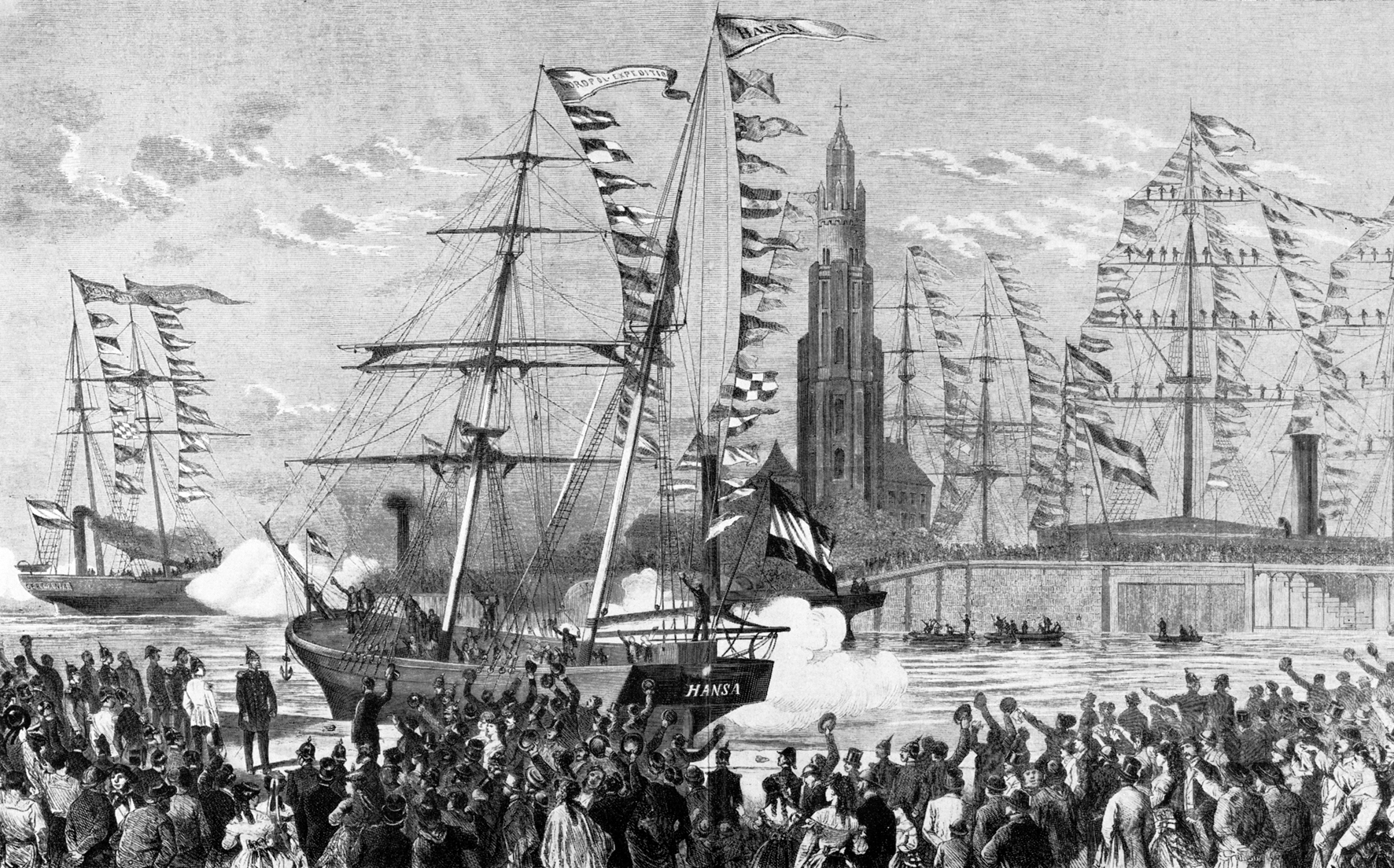
Abfahrt der Schiffe Germania und Hansa zur Zweiten Deutschen Polarexpedition am 15. Juni 1869 von Bremerhaven. Lithografie nach einer Zeichnung von Carl Justus Harmen Fedeler

## Werften in Bremerhaven (1834 bis 1900)
Im Unterwesergebiet an der Geestemündung siedelten sich von 1800 bis 1900 viele Werften und Reparaturbetriebe für die Schifffahrt an. In Bremerhaven und Geestemünde begann diese Entwicklung jedoch erst später, nach der Gründung von Bremerhaven und Geestemünde entstanden auch im Fischereihafen und Handelshafen neue Werften. F. W. Wencke gründete 1833 die erste Werft und ein Jahr später gründete R. C. Rickmers in Bremerhaven ebenfalls eine Werft, die aus Platzgründen später auf das Geestemünder Gebiet umzog. Es waren außerdem Bremer Werften wie C. Lange (1837) und H. F. Ulrichs (1855), die aufgrund der Weserversandung eine Zweigstelle mit Bauplatz und Trockendock für Reparaturzwecke in Bremerhaven gründeten. Drei dieser vier Werften wurden später um 1900 an den Kupferschmied Georg Seebeck verkauft, der vorher schon den 1853 gegründeten Dock- und Werftbetrieb Schau & Oltmanns übernommen hatte.

## Cornelius Jantzen Cornelius (1821 bis)
Der Schiffszimmerbaas Cornelius Jantzen Cornelius stammte aus Hooksiel und hatte seit 1821 an der Geeste von der hannoverschen Regierung in Lehe ein Grundstück gepachtet. Im Pachtvertrag verpflichtete er sich, eine Helling für Neubauten zu erstellen und einen Platz für die Reparatur der auf der Weser eingesetzten Schiffe einzurichten.
C. J. C. Cornelius starb 1842, und sein Sohn, der den gleichen Namen wie sein Vater hatte, übernahm die Werft. Er war Schiffbaumeister, trat jedoch als Schiffbauer kaum in den Vordergrund. Er führte neben der Werft eine Gaststätte, der er viel Aufmerksamkeit widmete. Die Werft wurde vorwiegend für Schiffsreparaturen genutzt.

## F. W. Wencke (1833 bis 1900)
Die Werft wurde in Bremerhaven als erste Werft 1833 an der Mündung der Geeste auf einem gepachteten Grundstück errichtet. Die Helling entstand 1834 und 1845 bis 1846 ein Trockendock, das zweite in Deutschland. Dieses hatte zwei Kammern mit einer Länge von 52 Metern bzw. 32 Metern sowie eine gemeinsame 11 Meter breite Einfahrt und wurde 1860 vergrößert.
Der erste Neubau dieser Werft war auch das erste in Bremerhaven gebaute Seeschiff. Mit dem Raddampfer Manchester für die Hanseatische Dampfschifffahrtsgesellschaft in Hamburg lieferte Wencke 1841 seinen ersten seegehenden Dampfer ab. Mit 520 RT war es für die folgenden zehn Jahre sein größtes Schiff. Erst das 1851 für Wätjen erbaute Vollschiff Olbers war mit 831 RT größer. Zwei seiner Neubauten, die Barken Tusnelda und Tusnelde, wurden 1858 an seine eigene in Langen beheimatete Reederei abgeliefert. 1860 wurde das Trockendock vergrößert und erneuert.
Zwei Schiffe werden auch heute noch mit dem Namen Wencke in Verbindung gebracht, es ist das 1125-RT-Vollschiff Hansa, das unter der Leitung von Carl Koldewey 1869/70 an der zweiten deutschen Polarexpedition teilnahm. Noch bekannter wurde der erste deutsche Fischdampfer, die Sagitta. Sie wurde 1885 erbaut und an die Reederei Friedrich Busse ausgeliefert. Sie war auf Anhieb ein sehr erfolgreicher neuer Schiffstyp, der anschließend von mehreren Fischereigesellschaften bestellt wurde. Für Kolumbien wurden in den 1890er Jahren sechs Heckraddampfer verschiedener Größe gebaut. Der 1900 an die Reederei Paulsen und Ivers abgelieferte Dreimastschoner Richard Hagen war das letzte Schiff dieser innovativen Werft.
Der Schiffbaupionier und Werftgründer Friedrich Wilhelm Wencke starb 1859, und die Werft und Reederei wurde vom Schwiegersohn Friedrich Wilhelm Albert Rosenthal und ab 1881 vom Sohn Nicolaus Diedrich Wencke weitergeführt. 1900 wurde die Werft geschlossen und später an Georg Seebeck verkauft.

## Rickmers (1834 bis 1986)

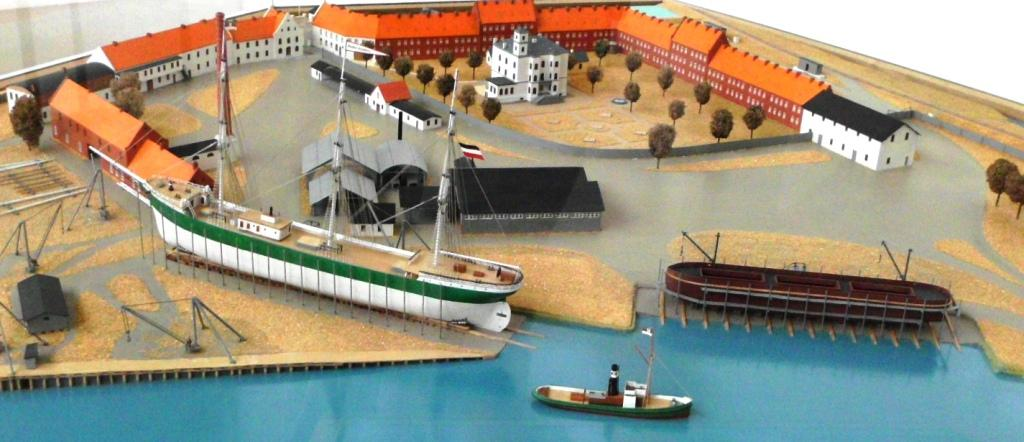
Blick auf die Längs- und Querhelgen im Modell der Rickmers Werft um 1860 im Historischen Museum Bremerhaven

Die auf Helgoland verwurzelte Familie Rickmers lebte wie fast alle Helgoländer vom Meer, von der Fischerei und von der Seefahrt. Der 1807 geborene Rickmer Clasen Rickmers lernte den Beruf des Schiffszimmermanns auf einer Bootsbauwerft und fuhr anschließend zur See. Er heiratete 1831, half seinem Vater bei der Fischerei und legte sein Lotsenexamen ab. Er baute auf Helgoland zwei Schaluppen, die er im jungen Bremerhaven gut verkaufen konnte. Das gab den Ausschlag, nach Bremerhaven überzusiedeln, wo er bei dem Zimmermeister C. J. Cornelius als Meisterknecht arbeitete mit der Möglichkeit, nach Feierabend als Lotse zu arbeiten und auf eigene Rechnung Boote zu bauen. Mit Fleiß und Sparsamkeit erreichte er 1834 sein erstes Ziel, erwarb ein Grundstück, ließ ein kleines Haus mit Werkstatt errichten und machte sich selbstständig. Die Lage des Hauses war jedoch ungünstig, da größere Boote nur mit viel Aufwand zur Geeste transportiert werden konnten.

### Die eigene Werft
1836 wurde daher direkt an der damals fast unbebauten Geeste ein Grundstück gepachtet und eine kleine Werft errichtet, die schon nach 3 Jahren vergrößert wurde. Jetzt entstanden größere Schiffe wie Barken und Galioten bis 400 Tonnen. 1842 wurde Rickmers Reeder und beteiligte sich an zwei Schiffen für die Beförderung von Auswanderern. 1843 entstand das 1. Vollschiff (850 Tonnen), das als Walfänger für die Bremer Südsee-Compagnie gebaut wurde. Inzwischen arbeiteten 100 Mann auf der Werft, 1850 waren es 300. An der Geeste hatte sich Konkurrenz angesiedelt, die neben Bauplätzen auch über Trockendocks verfügten. Der Krieg mit Dänemark (1848–1851) führte aufgrund der Blockade von Elbe und Weser für die Reeder zur Einstellung der Schifffahrt. Nicht für den gebürtigen Helgoländer Rickmers, der seine Schiffe jetzt unter englischer Flagge betrieb. Da die Bürokratie verhinderte, sich auf der bremischen Seite auszudehnen, übersiedelte er 1857 auf die Geesthelle auf der hannoverschen Seite der Geeste. Hier hatte er mit fast 65.000 m² etwa den 10-fachen Platz. Er konnte endlich seine Pläne verwirklichen und errichtete neben den Werftanlagen auch ein Haus für seine Familie und eine Häuserreihe für seine Arbeiter und Angestellten.
Um 1860 begann Rickmers, seine Segelschiffe in der Reisfahrt zu beschäftigen, da schnelle Dampfer in das lohnende Teegeschäft eingebrochen waren. Das führte 1872 dazu, sich in Bremen an einer Reismühle zu beteiligen und später ganz zu übernehmen. Sie wurde von seinem Sohn Andreas geleitet. Rickmers gehörte zu den Gründern der Geestemünder Bank und beteiligte sich an der Gründung der Deutschen Dampfschifffahrts-Gesellschaft „Hansa“.

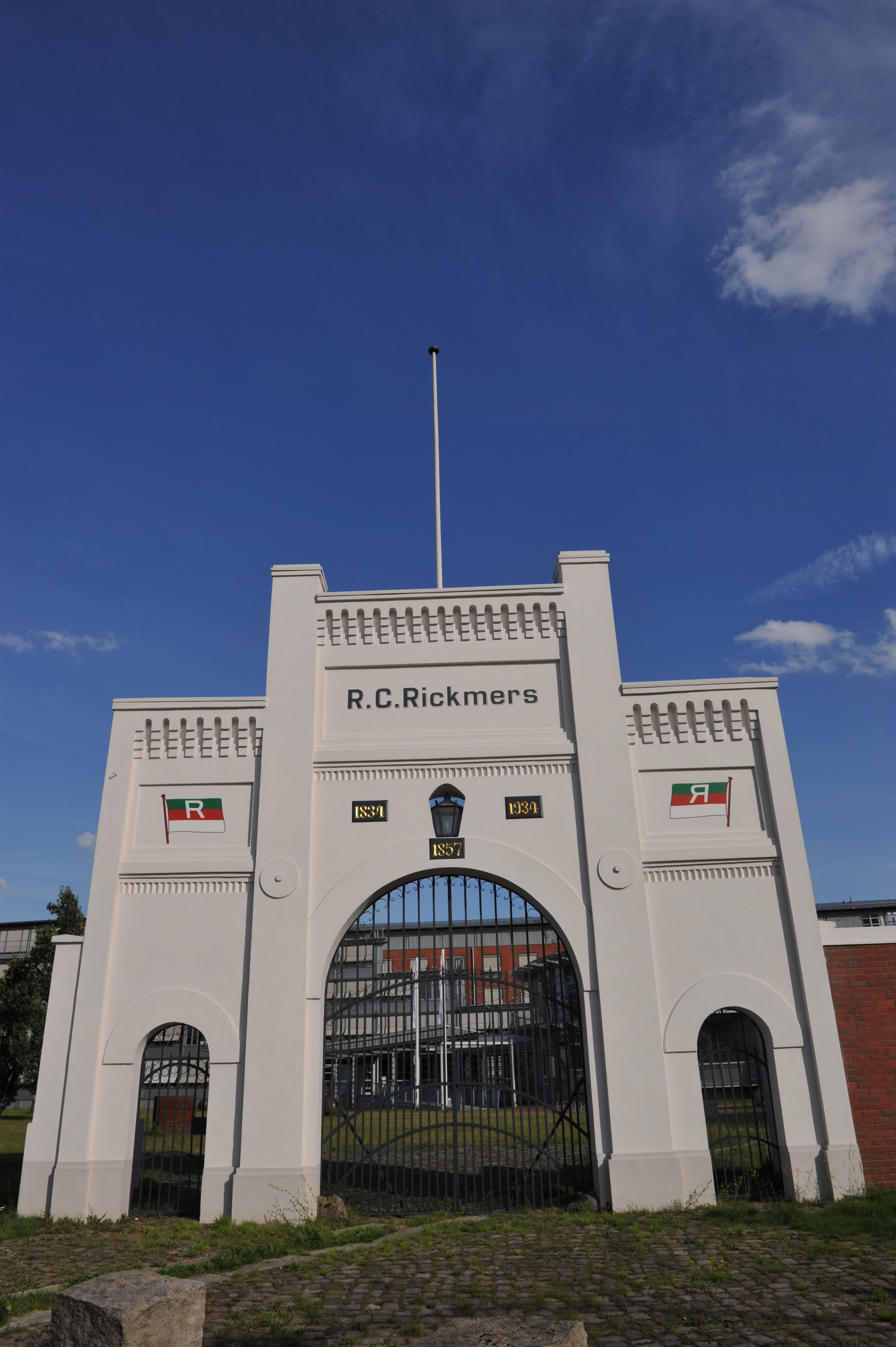
Eingangsportal auf das ehemalige Gelände der Rickmerswerft

### Werftstilllegung (1924) und Werftschließung (1986)
Peter Rickmers, der die Reederei leitete, übernahm nach dem Tod seines Vaters 1886 die Leitung der Werft. Er erhielt eine praktische Ausbildung zum Schiffbauer, absolvierte anschließend ein Studium an der Technischen Hochschule Hannover und führte auf der Werft den Eisenschiffbau ein. Auch Dampfer wurden gebaut, anfangs vorwiegend Fischdampfer und ab 1900 zunehmend Frachtdampfer, überwiegend für die eigene Reederei. Der Erste Weltkrieg führte zur kurzzeitigen Schließung der Werft, danach wurden Vorpostenboote gebaut. Nach dem Krieg musste die Reederei alle Schiffe abliefern. Bis 1924 war die Werft damit beschäftigt, neben der Fertigung von Fischdampfern die eigene Flotte wieder aufzubauen. Danach blieben Aufträge aus, und Paul Rickmers, der inzwischen in 3. Generation die Werft leitete, legte die Werft still. 1934 wurde der 100. Geburtstag mit einer Jubiläumsschrift dokumentiert und mit vielen Gästen prunkvoll begangen.
1937 wurde die Werft wieder eröffnet, modernisiert und baute vorwiegend Fischdampfer und zunehmend Schiffe und Leichter für die Marine. Im Zweiten Weltkrieg wurden überwiegend Minensucher abgeliefert. Ein Bombenangriff auf Bremerhaven vernichtete 1944 auch den Großteil der Werft und im Bau befindliche Schiffe. Inzwischen war mit Bertram Rickmers die vierte Generation Schiffbauer auf der Werft, die anfangs Torfbagger und Zirkuswagen herstellte.
Um 1948 begann der Bau von Fischdampfern, und bis 1972 wurden neben Frachtern, einige auf eigene Rechnung, zwei Kühlschiffe, viele Fischdampfer, Fischerei-Motorschiffe, Hecktrawler und Fabrikschiffe gebaut. Durch mehrere Innovationen, wie optimierte Schiffsformen zur Verbesserung des Seeverhaltens, frühzeitige Motorisierung und Einführung der Heckfänger war die Rickmers Werft zur führenden Werft für Fischereischiffe geworden.
1967 zogen der Reparaturbetrieb und die Ausrüstungsabteilung für den Neubau in den Fischereihafen um. 1970 wurden die ersten RoRo-Schiffe gebaut, die neben Frachtern und einigen Spezialschiffen das Bauprogramm der folgenden 10 Jahre darstellten. Es folgen weitere Frachter und einige Containerschiffe mittlerer Größe. 1986 wurde die Werft geschlossen.

## J. Lange und C. Lange (1837 bis 1884)

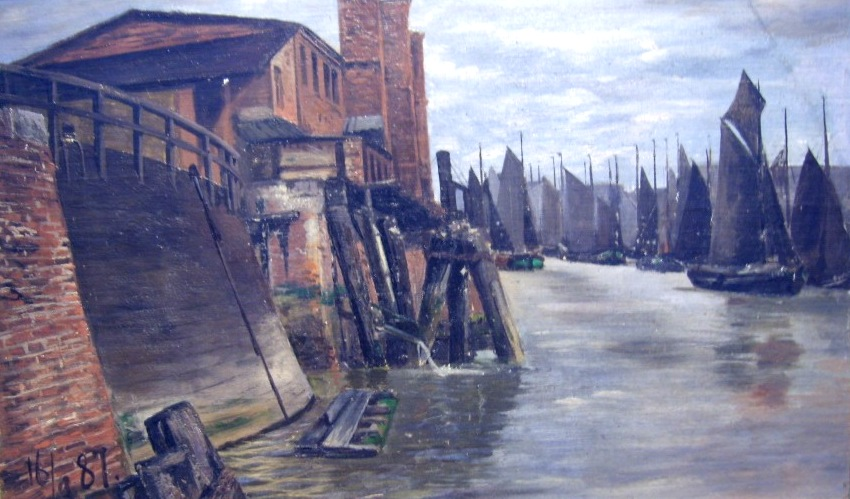
Blick auf die Geeste mit Fischereifahrzeugen und das hölzerne Docktor vom Doppeltrockendock der Lange Werft um 1887 (Historisches Museum Bremerhaven)

Johann Lange gründete 1805 in Bremen-Vegesack eine Werft an der Aue, dicht an der Mündung der Lesum in die Weser. 1837 eröffnete er in Bremerhaven einen Zweigbetrieb, der jedoch ausschließlich als Reparaturbetrieb gedacht war. Dafür wurden ein Trockendock errichtet, das 1840 fertig gestellt war und als ältestes Trockendock Deutschlands gilt. Nach dem Tod von J. Lange (1841) führte sein Sohn Carl Lange den Bremerhavener Betrieb weiter. Ab 1850 wurden auch neue Schiffe gebaut und um 1860 wurde ein zweites Trockendock errichtet. Die Werft wurde 1895 an Georg Seebeck verkauft.

## J. S. Abegg (1841 bis 1843)
1840/41 wurde von Jan Simon Abegg mit finanzieller Beteiligung des Bremer Reeders Franz Tecklenborg neben dem Gelände der Rickmersschen Werft eine neue Werft gegründet. Es wurden vier hölzerne Segelschiffe gebaut, 1843 übernahm Franz Tecklenborg aufgrund von Anlaufschwierigkeiten den Betrieb, der anschließend als Joh. C. Tecklenborg Werft sehr bekannt wurde.

## Joh. C. Tecklenborg (1845 bis 1928)

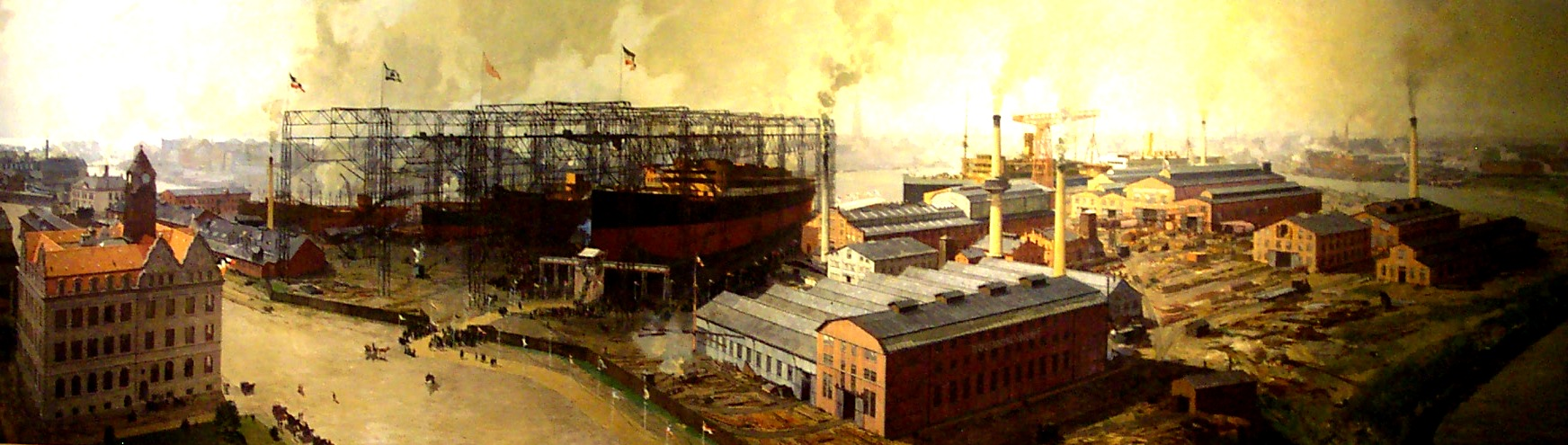
Blick auf die Gebäude und Helgen der Tecklenborg-Werft in Bremerhaven, 1907

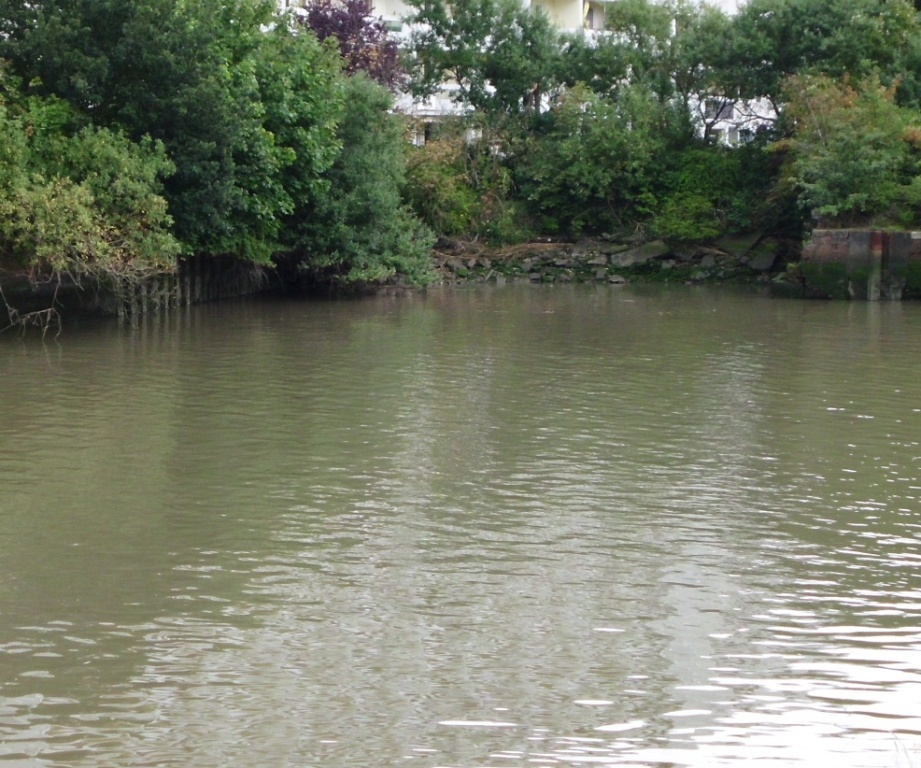
Reste des Trockendocks der Tecklenborg Werft an der Geeste auf der Geestemünder Seite

1844 wurde der Werftbetrieb von J. S. Abegg durch den Geldgeber Franz Tecklenborg übernommen, der Bruder Johann Carl Tecklenborg übernahm 1845 den Mietvertrag von Abegg und führte den Betrieb unter eigenem Namen weiter. Neben zwei Helgen, einer Schmiede und einer Tischlerwerkstatt gab es Lagerschuppen und Unterkünfte für die Arbeiter. 1853 ließ Tecklenborg auf der Geestemünder Seite ein Trockendock errichten, das 1855 als König-Georg-Dock eingeweiht wurde und mehr als 100 Jahre in Betrieb war. Die von dieser Werft rund 50 gebauten hölzernen Tiefwassersegler, fast alles Dreimastbarken, hatten 400 bis 1000 Registertonnen.
Georg W. Claussen leitete ab 1869 den Betrieb und führte den Eisenschiffbau und den Dampfantrieb ein, der als Hilfsantrieb auf Segelschiffen besonders bei der Manövrierfähigkeit und im Revier viele Vorteile brachte. 1869 und 1872 entstanden die Polarforschungsschiffe Germania und Admiral Thegethoff. Der erste eiserne Frachtdampfer wurde 1883 an die DDG Hansa abgeliefert. In der folgenden Zeit wurden neben Frachtdampfern, Schleppdampfern, Personendampfern und Fischdampfern auch noch stählerne Vollschiffe und Viermastbarken gebaut, die Potosi für die Reederei Laeisz mit rund 3755 BRT war eines der größten Schiffe bis zur Jahrhundertwende. Nur der erste in Deutschland gebaute Tankdampfer für den Überseeverkehr August Korff war größer. Auch das Fünfmast-Vollschiff Preußen  (5080 BRT) hatte einen größeren Rauminhalt als viele Dampffrachter dieser Zeit.
Für die Hapag und den Norddeutschen Lloyd wurden ab 1897 mehrere kombinierte Fracht-/Passagierdampfer abgeliefert wie die Assyria, Scharnhorst, Roon, Bülow und 1908 der Reichspostdampfer Prinz Friedrich Wilhelm (17.000 BRT) und 1915 der Passagierdampfer Johann Hinrich Burkhard (rund 19.600 BRT).
Im Ersten Weltkrieg wurden neben Frachtdampfern Minensucher gebaut. Nach dem Krieg beteiligte sich die Werft am Wiederaufbau der deutschen Handelsflotte und neben Frachtdampfer entstanden viele Fischdampfer auf der Werft. Die Flaute im Schiffbau Mitte der 1920er Jahre führte zur Verschmelzung mit der AG Weser zur Deschimag; in dieser Zeit wurden die Viermastbark Padua und das Schulschiff Deutschland abgeliefert, die auch heute noch existieren. 1928 erfolgte die Stilllegung und Abbau der Werft. Die Marine übernahm das Gelände der ehemaligen Werft, und die Seebeck-Werft erhielt das König-Georg-Dock.

## Schau & Oltmanns (1852 bis 1891)
Auf dem Geestemünder Ufer der Geeste erwarben 1852 die aus Brake stammenden Schiffbauer Diedrich Bernhard Oltmanns und Hans Sonne Schau einen Schiffbauplatz. Hier errichteten sie bis 1855 ein Trockendock zur Reparatur und zum Bau von Schiffen. Der Bau brachte die Werfteigner in finanzielle Schwierigkeiten, und daher wurde das Unternehmen 1855 in Geestemünder Dockkompagnie umbenannt. Ab 1866 firmierte die Werft als Geestemünder Dockgesellschaft. Da die Umstellung zum Eisenschiffbau nicht erfolgte, wurde es immer schwieriger, Neubauaufträge zu erhalten. 1891 wurde daher der Schiffbau nach der Fertigstellung von rund 30 hölzernen Seglern aufgegeben und der Betrieb und das Gelände an Georg Seebeck verkauft.

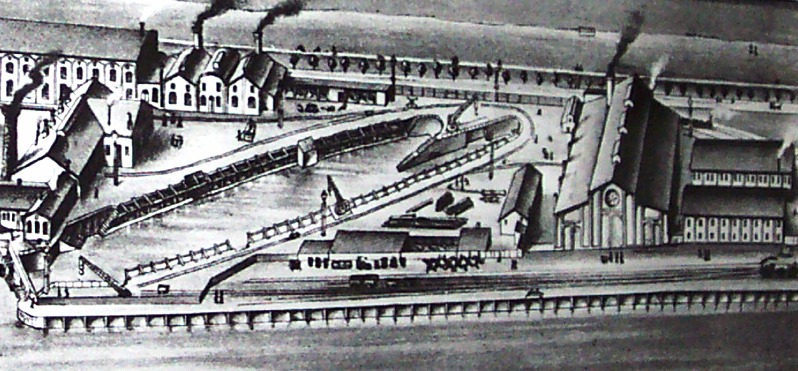
1871/72 errichtete der Norddeutsche Lloyd in Bremerhaven auf der Westseite des neuen Hafens ein Trockendock, ein Doppeldock mit 2 × 120 Meter Länge. Das östliche Dock musste für die Schnelldampfer der Flüsse-Klasse um 19 m verlängert werden

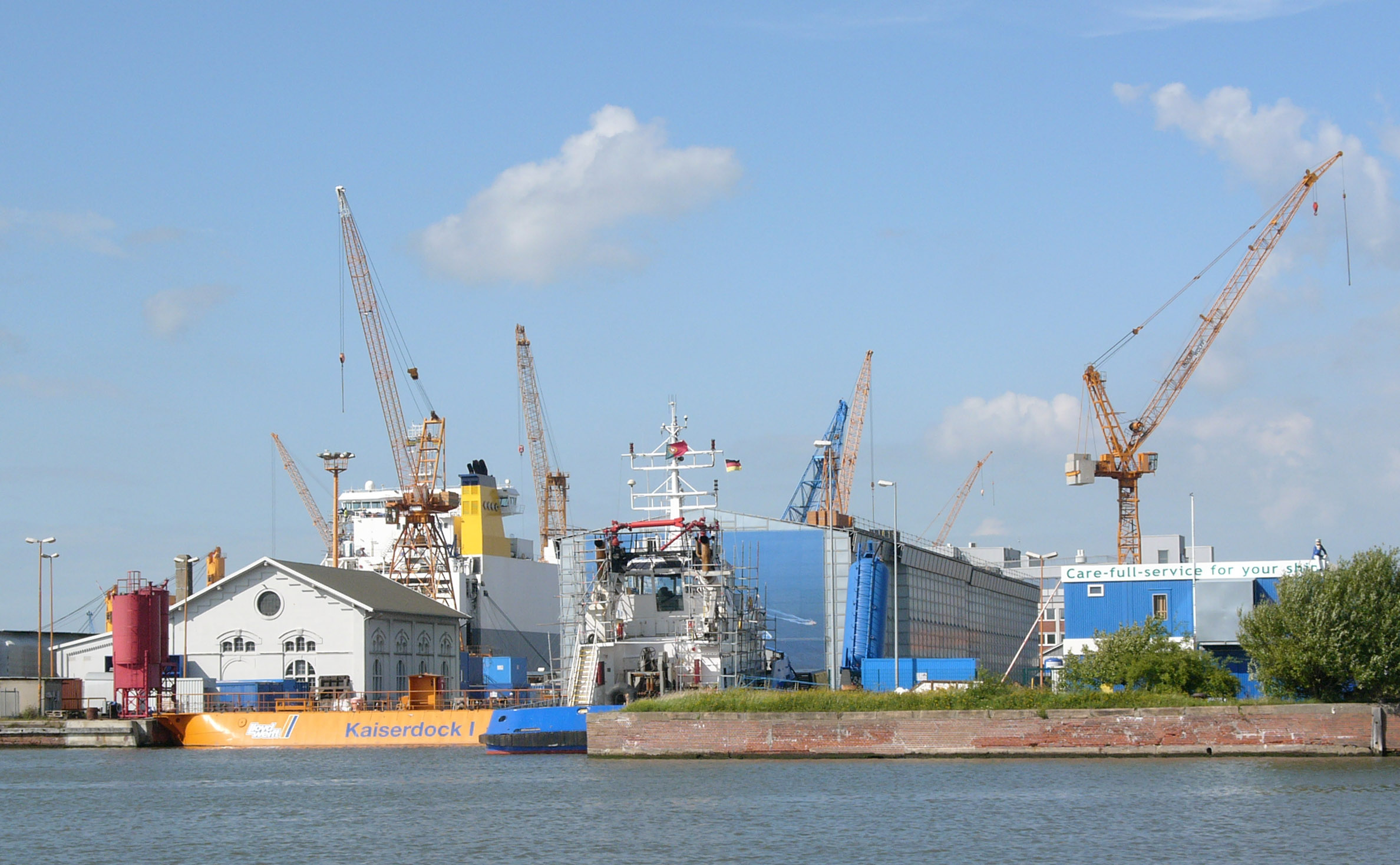
Blick auf das Dockschiff vom Kaiserdock I, ein 1899 gebautes Trockendock für den Norddeutschen Lloyd

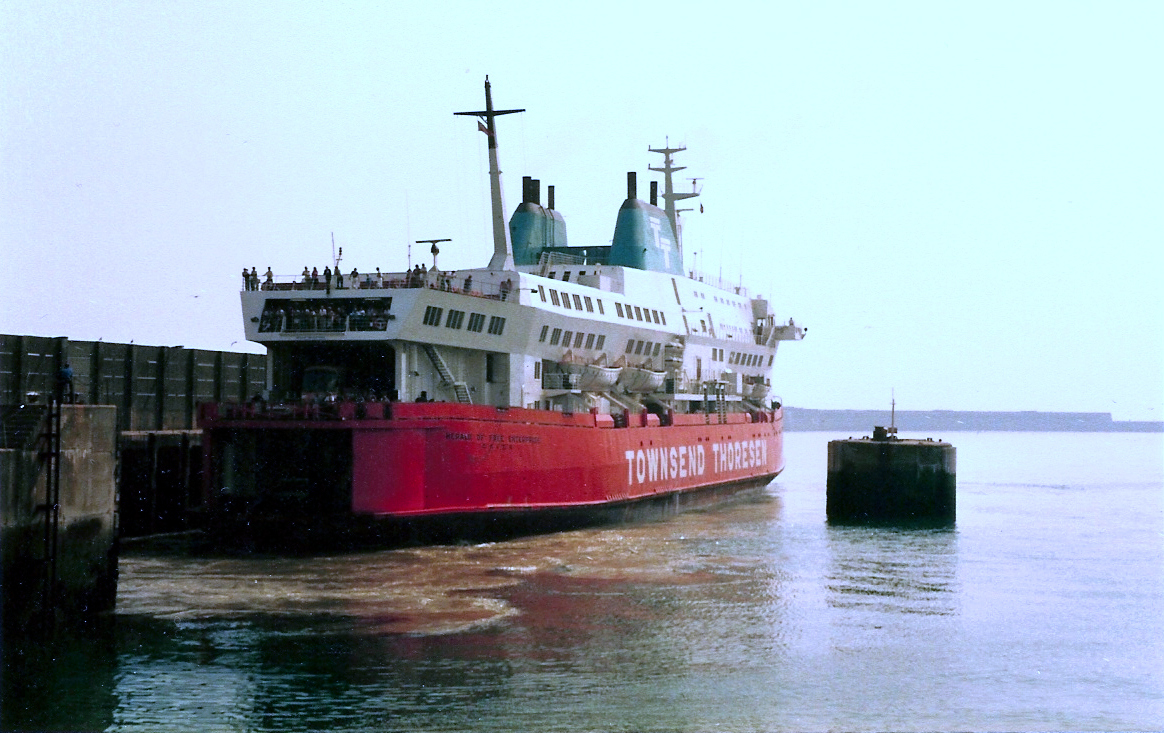
Herald of Free Enterprise 7950 BRT, 1980 von der SUAG in Bremerhaven an P&O abgeliefert

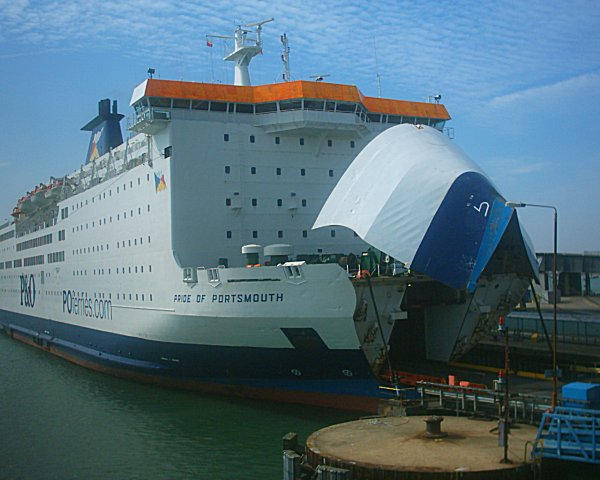
Von der Schichau-Seebeckwerft wurde 1990 die Olau Britannia an TT-Line, Hamburg abgeliefert, hier 2005 als Pride of Portsmouth

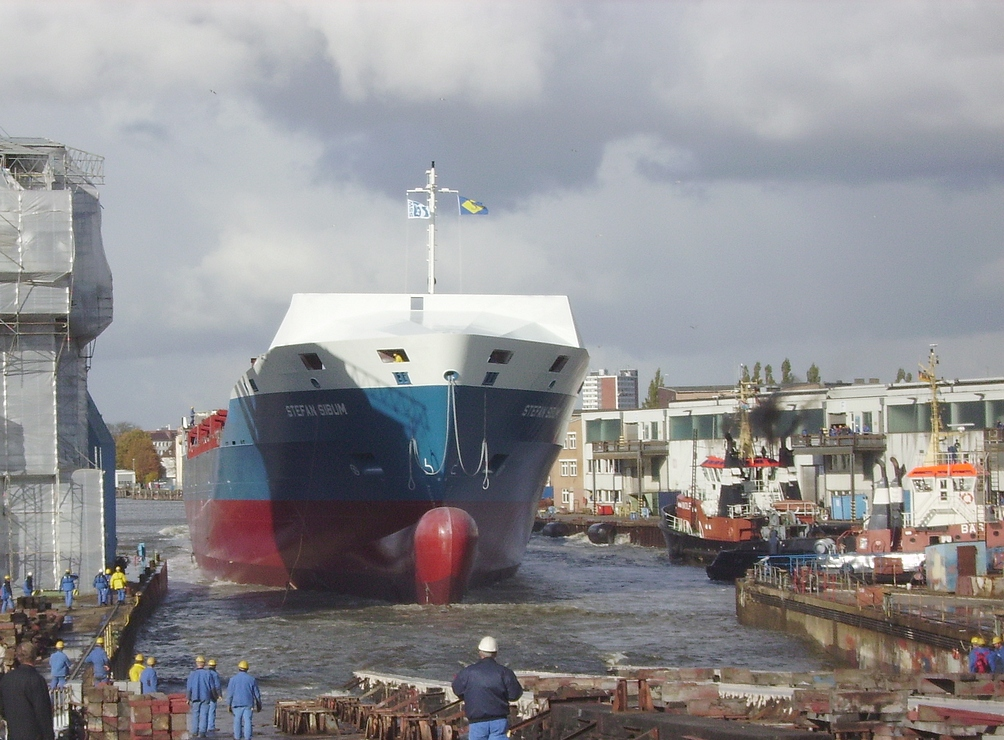
Stapellauf des Containerschiffes Stefan Sibum bei der Werft SSW (früher Seebeckwerft) in Bremerhaven

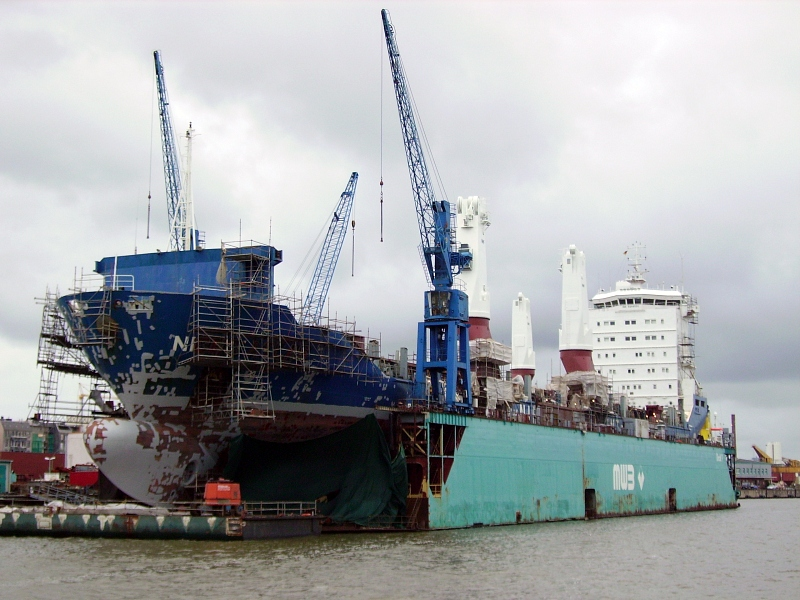
Schiffsverlängerung in einem Schwimmdock der MWB

## H. F. Ulrichs (1850 bis 1895)
1838 scheiterte Hermann Friedrich Ulrichs mit der Errichtung einer Werft in Bremerhaven. Seine Gründung in Bremen-Vegesack im gleichen Jahr war dagegen erfolgreich und 1850 dehnte er seine Aktivitäten nach Bremerhaven aus und errichtete 1852 auf dem rechten Geesteufer ein Trockendock, um am lukrativen Reparaturgeschäft der Seestadt teilzuhaben. Ab 1855 errichtete er einen Helgen und baute vorwiegend Barken für Bremer Reeder. 1864 ließ er für das Reparaturgeschäft ein Doppeltrockendock bauen. Nach Ulrichs Tod 1865 führten seine Söhne die Betriebe weiter. In Bremerhaven wurde der Übergang vom Holz- zum Eisen- und Stahlschiffbau nicht durchgeführt. Auch daher wurde die Werft in Bremerhaven 1890 geschlossen und 1895 an Georg Seebeck verkauft.

## Von der Delphin-Werft zur SUAG (1903 bis 1972)
Die Delphin-Werft ging aus einer um 1870 gegründeten Bootswerft an der Geeste hervor und baute kleine Schiffe, Motorboote und Leichter. Sie ging 1904 über in die Delphin-Werft Riedemann & Co und wurde 1905 in die Kommanditgesellschaft Schiffswerft Delphin GmbH gewandelt. 1908 ging die Werft in Konkurs und wurde von Riedemann bis 1910 weitergeführt, danach wurde daraus die Schiffbaugesellschaft Unterweser mbH, die 1921 in eine Aktiengesellschaft umgewandelt wurde. 1918 wurde im Fischereihafen ein Zweigbetrieb mit mehreren Patentslipanlagen eröffnet, der Reparaturarbeiten an Fischdampfern durchführte.
Die stark mäandernde Geeste im Bereich der Bauwerft erforderte Querhelgen, von denen die Schiffe, vorwiegend Fischdampfer, mit der Breitseite vom Stapel liefen. Später kam flussaufwärts auch noch eine Längshelge dazu. Der Bau von Fischtrawlern und Frachtschiffen wurde nach 1945 das Hauptgeschäft und die in den 1960er Jahren in Auftrag genommenen Fährschiffe erzwangen stärkere Querhelgen.
1972 fusionierte die Schiffbau-Gesellschaft Unterweser mit der Schichau Werft zur Schichau Unterweser AG (SUAG). Außer Fischereifahrzeugen wurden Fährschiffe gebaut und es wurden auch Spezialschiffe konstruiert und gebaut.

## M. Sieghold (1924 bis 1988)
1924 gründete Max Sieghold einen Betrieb bestehend aus einer Schmiede und Schlosserei, der später in den Fischereihafen verlegt wurde und auch Schiffsreparaturen durchführte. 1937 wurde ein Schwimmdock erworben, das vorwiegend zur Reparatur und zum Umbau von Fischereischiffen diente. Ab 1950 erfolgte der intensive Neubau von kleinen Schiffen, es waren vorwiegend Schlepper und Fischkutter für Bremerhavener und Bremer Reeder. Aber auch Frachter bis rund 1500 Tonnen und mehrere Tanker bis 500 Tonnen wurden konstruiert und gebaut. 1971 entstanden fünf Thunfischfänger mit 290 BRT für ausländische Rechnung und bis 1980 wurden 8 Schlepper für Bugsier-, Reederei- und Bergungsgesellschaft gebaut. Bis zur Schließung 1988 wurden vorwiegend Fischkutter und kleine Hecktrawler abgeliefert. 1988 wurde der Schiffbau beendet. Danach werden auf dem Gelände Schiffsreparaturen und seit 2009 der Bau und Ausrüstung von Schiffen von Abeking & Rasmussen durchgeführt.

## Schichau Werft (1945 bis 1972)
Im April 1945 wurde die Schichau Werft in Bremerhaven als Flüchtlingsbetrieb der mit zuletzt über 40.000 Beschäftigten Schichau-Werke von Hermann Noë angesiedelt. Einige Rümpfe von U-Booten und Torpedobooten lagen bereits in Bremerhaven. Sie sollten in Bremerhaven im Kaiserhafen II von Schichau-Werkern endmontiert werden, aber das Kriegsende vereitelte diese Pläne. Nach schwierigem Neuanfang auf dem früheren Schuchmann-Gelände im Neuen Hafen wurden kleinere Schiffe wie Schlepper und Fischkutter und Binnentanker gebaut. Da das Gelände für Helgen und Slips zu klein war, wurden die Schiffe im Stapelhub mit Schwimmkränen ins Wasser gesetzt.
Das rechtzeitig von Danzig nach Lübeck überführte Schwimmdock mit 3.000 t Tragfähigkeit lag bei den Lübecker Flender Werken und wurde England zugesprochen. Die Bundesregierung kaufte es mit anderen Schwimmdocks von England zurück, und es wurde nach langen und schwierigen Verhandlungen 1953 an die Schichau Werft zurückgegeben. Es erhielt seinen Standort im Bremerhavener Kaiserhafen III am Südende der Bananenkaje. 1968 wurde das Dock um 24 m verlängert und erhielt einen Kran. Das Schwimmdock und die Verlängerung wurden in einem Trockendock der heutigen Lloydwerft zusammengesetzt und kann seitdem 4.000 t heben.
Die Schichau Werft konnte nicht an die großen Erfolge des Vorgängers Schichau-Werke anknüpfen, die von 1837 bis 1945 durch anspruchsvolle Produkte, gute Geschäftspolitik, Wachstum, aber auch durch den Kauf anderer Firmen zu einem riesigen Unternehmen expandierte. Andererseits galt sie Anfang der 1960er Jahre als die führende Spezialwerft für den Schlepperbau. Die weltweit stärksten Bergungsschlepper wie die Pazific, Oceanic und Arktic sind hier für die Bugsier Reederei Hamburg entstanden und wurden als Hochsee- und Bergungsschlepper eingesetzt. Sie hatten eine Antriebsleistung von 10.000 PS, die später durch Einbau neuer Antriebsanlagen auf 13.000 PS erhöht wurde. Erfolgreich war die Entwicklung und der Bau von Großbrennschneidmaschinen, die Maschine Schichau Monopol wurde weltweit vertrieben. Die Werftenkrise Anfang der 1970er Jahre führte bei vielen Werften, auch bei der Schichau Werft, zu großen Schwierigkeiten. 1972 fusionierte die Schichau Werft mit der Schiffbau-Gesellschaft Unterweser zur Schichau Unterweser AG (SUAG).

## MWB Motorenwerke Bremerhaven (1957 bis 2013)
Die Industrie-Verwaltungs-Gesellschaft (IVG) übernahm 1957 von der amerikanischen Marine die Firma „Ship Repair Department“ (SRD), die anfangs mit ehemaligen deutschen Marinesoldaten vorwiegend Minen räumte. Danach wurden Arbeiten für die bundesdeutsche Marine durchgeführt. Von 1957 bis 1994 hieß der Betrieb Motorenwerke Bremerhaven und beschäftigte sich mit der Reparatur von Räumbooten und anderen Schiffen. Nach dem Bau von Motorenprüfständen wurden Motoren-Instandsetzungen zu einem wichtigen Standbein. Ein 3000-Tonnen-Schwimmdock verstärkte die Aktivitäten im Schiffbau, anfangs durch Reparaturen und Umbau, später auch mit Schiffsverlängerungen. Das Dock war bald zu klein und wurde gegen ein 4500-Tonnen-Dock getauscht. Später kam noch ein Schwimmdock mit 8500 Tonnen Hebefähigkeit dazu.
1975 wurde eine Elektronik-Abteilung eingerichtet, und in der neuen Abteilung Anlagenbau wurden Blockheizkraftwerke und Prüfstände konstruiert und gebaut. Im Spezialschiffbau widmete man sich dem Gebiet der Seismikschiffe, die vorwiegend zur Ölsuche eingesetzt werden. Auch Ölauffangschiffe und Frischfischfänger wurden konstruiert und gebaut. 1994 wurde ein Teil des Betriebes an Dieter Petram verkauft, die seitdem unter dem Namen Motorenwerke Bremerhaven AG firmiert. 1995 wurde ein Mehrzweckfrachter abgeliefert, der mit Unterstützung der Elbewerft Boizenburg gebaut wurde. Russische Forschungsschiffe sind regelmäßig zu Gast, die Reparatur und Erneuerung dieser Spezialschiffe sorgt für regelmäßige Beschäftigung.
Die MWB wurden 2013 mit dem ebenfalls zur Petram-Gruppe gehörenden Rickmers Lloyd Dockbetrieb zur German Dry Docks verschmolzen. Zu ihm gehören vier eigene Docks in Bremerhaven, außerdem besteht mit der Lloyd-Werft eine Kooperation über zwei weitere Großdocks. Im Juli 2019 verkaufte Petram seine schiffbaulichen Aktivitäten in Bremerhaven (Bredo und German Dry Docks) komplett an die Rönner-Gruppe. Inzwischen wurden die verschiedenen Betriebe als Bredo Dock GmbH zusammengefasst. German Dry Docks wurde mit weiteren Werften zur heutigen Bredo Dry Docks fusioniert, welche noch heute die ehemaligen Schwimmdocks der MWB nutzt.

## Bredo (Bremerhavener Dock GmbH 1996 bis heute)

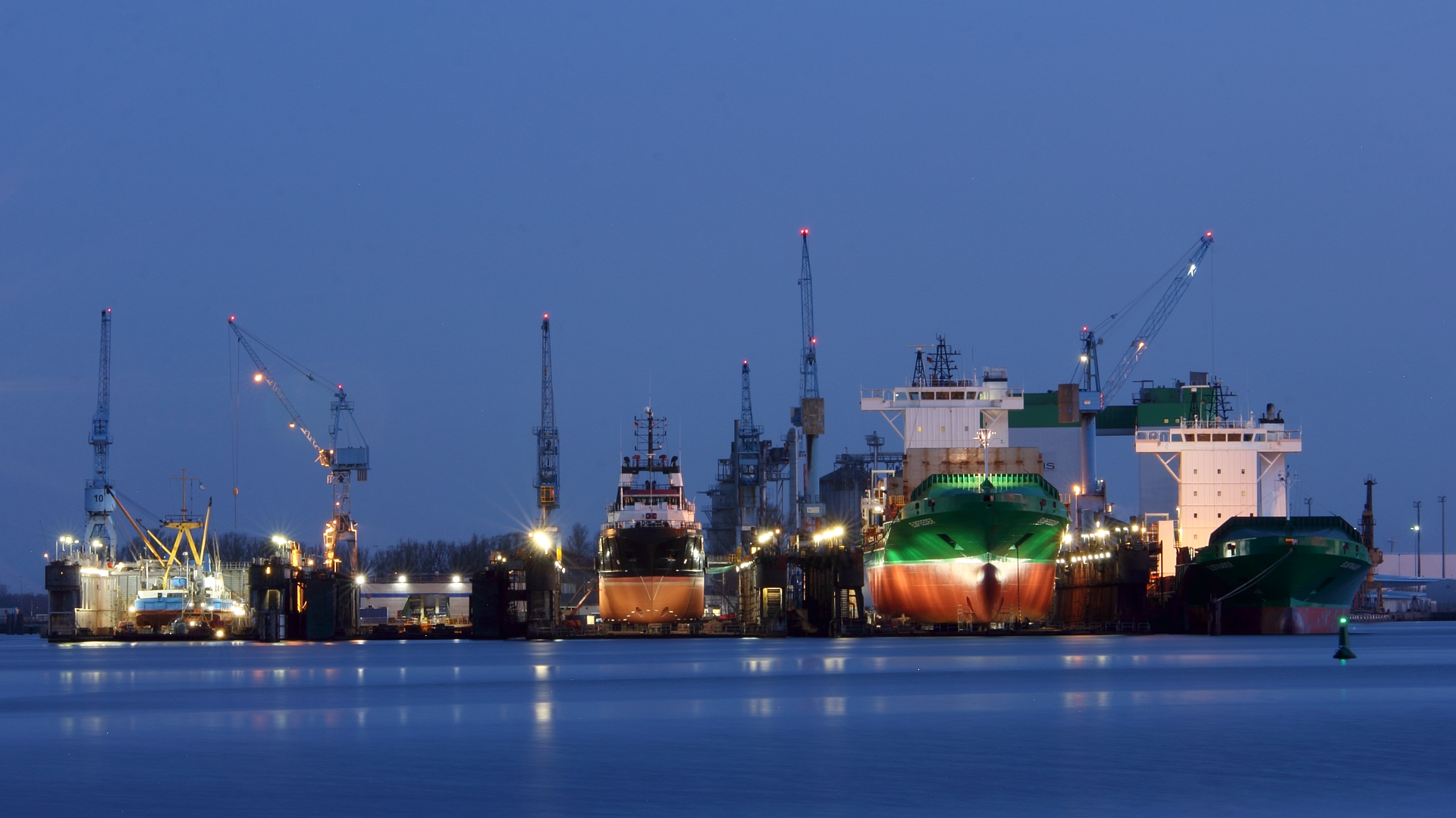
Bredo-Docks im Fischereihafen II in Bremerhaven

Die Bremerhavener Dock GmbH wurde 1986 als eigenständige Dockbetriebsgesellschaft der Muttergesellschaft Seebeckwerft AG und weiterer vier Bremerhavener Unternehmer als Gesellschafter gegründet. 1996 meldete die Schichau Seebeckwerft AG Insolvenz an und die BREDO nahm 1996 das operative Geschäft mit drei Schwimmdocks am Standort im Fischereihafen auf. Neben Schiffsreparatur und Umbauten wurden Schiffsverlängerungen und die Komplettierung von Schiffsneubauten durchgeführt. Als Spezialität werden durch das Fachpersonal der Werft auf Schiffen weltweit Reparaturen durchgeführt. Seit kurzer Zeit steht ein 4. Dock, in diesem Fall sogar ein überdachtes Dock zur Verfügung. Insgesamt arbeiten auf der Werft etwa 300 Beschäftigte, neben rund 100 fest angestellten Mitarbeitern und Mitarbeiterinnen kommen rund 200 Beschäftigte von Fremdfirmen. Seit Oktober 2006 ist die BREDO Ausbildungsbetrieb im Fachbereich Konstruktionsmechaniker und Industriemechaniker.
Aus der „alten“ Bredo, der Germany Dry Docks AG und der Cuxhavener Mützelfeldtwerft entstand die heutige, zur Heinrich Rönner Gruppe gehörende Bredo Dry Docks.

## Stahlbau Nord GmbH (1993 bis heute)
Seit 1993 werden bei der zur Heinrich Rönner Gruppe gehörenden Stahlbau Nord GmbH im Bremerhavener Fischereihafen Schiffssegmente und vereinzelt ganze Schiffe gebaut. So wurden beispielsweise ab 2019 3 Fregatten der Baureihe MEKO A200 für die Ägyptische Marine als Unterauftragnehmer von ThyssenKrupp Marine Systems erbaut.

## Liste der Bremerhavener Werften
| Name                             | Zeitraum       | Standort                      | Bemerkung |
| -------------------------------- | -------------- | ----------------------------- | --- |
| J. S. Abegg                      | 1841–1843      | Bremerhaven                   | 1841 wurde von Jan Simon Abegg mit Beteiligung von dem Reeder Franz Tecklenborg an der Geeste eine Werft gegründet. Aufgrund finanzieller Probleme übernahm Johann C. Tecklenborg den Betrieb als Tecklenborg Werft. |
| BREDO                            | 1996–heute     | Bremerhaven                   | Die BREDO Werft nahm 1996 das operative Geschäft mit drei Schwimmdocks am Standort des ehemaligen Reparaturbetriebes der Schichau Seebeckwerft im Fischereihafen auf. |
| Cornelius Jantzen Cornelius      | 1821–1844.     | Lehe                          | Der Schifszimmerbaas Cornelius Jantzen Cornelius hatte seit 1821 an der Geeste eine kleine Werft, auf der vorwiegend Reparaturen durchgeführt wurden. Vier Neubauten entstanden bis 1844. |
| Delphin-Werft Riedeman und Co    | 1904–1908      | Bremerhaven-Lehe              | Die Werft ging 1904 aus einer um 1870 gegründeten Bootswerft hervor und baute kleine Schiffe, Motorboote und Leichter, ging 1908 in Konkurs, wurde von Riedemann bis 1910 weitergeführt und dann wurde daraus die Schiffbaugesellschaft Unterweser. |
| C. Lange                         | 1837–1884      | Bremerhaven                   | Wurde 1837 als Zweigbetrieb der Werft J. Lange (Vegesack) gegründet, von Carl Lange nach dem Tod des Vaters geführt und 1884 an Georg Seebeck verkauft. |
| Lloyd Werft Bremerhaven          | 1862–heute     | Bremerhaven                   | Entstanden aus dem 1862 eingerichteten Technischen Betrieb, der 1898 errichteten Schiffbauversuchsanstalt und dem 1899 gebauten Trockendock. Es wurden vornehmlich Arbeiten für den Norddeutschen Lloyd, aber auch andere Reeder durchgeführt. Neubauten waren eher die Ausnahme, es wurden um 1963 mehrere Schlepper und um 2000 zwei große Kreuzfahrtschiffe abgeliefert. Die chinesische Inhaberfirma hat angekündigt, dass, sollte es zu keinem Verkauf bis März 2022 kommen, die Traditionswerft geschlossen wird.                             |
| MWB Motorenwerke Bremerhaven     | 1970–heute     | Bremerhaven                   | Ursprünglich ein Marine-Reparaturbetrieb für Schiffsmotoren und E-Anlagen wurden ab 1973 auch neue Schiffe (Forschungsschiffe und zwei Hecktrawler) gebaut. Die Petram-Gruppe übernahm die Werft 1995. |
| Rickmers-Werft                   | 1836–1986      | Bremerhaven                   | Die Werft baute schlanke schnelle Frachtsegler, zum Teil auf eigene Rechnung und ab 1895 auch Fischdampfer. Später wurden Heckfänger und RoRo-Schiffe gebaut. 1986 wurde die Werft geschlossen. |
| Rickmers-Lloyd Dockbetrieb       | 1986–heute     | Bremerhaven                   | Entstanden aus der Rickmers-Werft und der Lloyd Werft, wird seit 1986 im Freihafen eine Reparaturwerft mit Schwimmdock betrieben. |
| G. W. Rogge                      | 1972–1985      | Bremerhaven                   | G. W. Rogge ist eine Wasserbaufirma, die zeitweise Hilfsschiffe für den Wasserbau und den Offshorebereich baute. |
| Schau & Oltmanns                 | 1853–1891      | Geestemünde                   | Um 1853 wurde ein Trockendock gebaut, wodurch die Inhaber in finanzielle Probleme gerieten. 1855 in Geestemünder Dockkompagnie umbenannt und firmierte ab 1866 als Geestemünder Dockgesellschaft. Nach Schließung der Werft 1891 wurde das Gelände wurde von Georg Seebeck übernommen. |
| Schichau Werft                   | 1951–1973      | Bremerhaven                   | Die Schichau Werft in Bremerhaven war ein Nachfolgebetrieb Schichau-Werke in Elbing. Nach dem Krieg wurde 1951 unter altem Namen der Schiffbau in Bremerhaven wieder begonnen. 1972 erfolgte die Fusion mit der Schiffbaugesellschaft Unterweser zur Schichau Unterweser AG (SUAG). |
| Schiffbaugesellschaft Unterweser | 1910–1972      | Bremerhaven-Lehe              | Die ursprüngliche Delphin- und Riedemann-Werft hat sich ab 1912 auf Fischdampfer spezialisiert und wurde 1972 mit der Schichau Werft vereinigt. Nach der Fusion 1989 mit der Seebeckwerft zur Schichau-Seebeckwerft wurden die ursprünglichen Anlagen in Lehe von der Geeste Metallbau genutzt. |
| Seebeckwerft                     | 1876–2009      | Bremerhaven                   | Georg Seebeck begann 1876 mit einer Kupferschmiede und Gelbgießerei in Geestemünde und fertigte auch kleine Eisenboote. Er übernahm Schau & Oltmanns, C. Lange, F. W. Wencke und H. F. Ulrich. 1910 erfolgte der Umzug in den vorherigen Geestemünder Handelshafen. 1928 erfolgte die Fusion mit der AG Weser zur Deschimag, Werk Seebeck, 1988/89 die Fusion mit der Schichau Unterweser AG (SUAG) zur Schichau Seebeckwerft. Nach mehreren Konkursen und Namensänderungen wurde der Betrieb nach dem Bau von rund 1100 Schiffen 2009 geschlossen. |
| M. Sieghold                      | 1926/1950–1988 | Bremerhaven                   | Der Beginn erfolgte 1924 mit einem Schlossereibetrieb mit Schmiede, der in den Fischereihafen verlegt, auch Schiffsreparaturen durchführte. 1937 wurde ein Schwimmdock erworben und ab 1950 erfolgte der Neubau von kleinen Schiffen. 1988 wurde der Schiffbau beendet. |
| Joh. C. Tecklenborg              | 1843–1928      | Geestemünde                   | 1840 beteiligte sich der Reeder F. Tecklenborg an der Werft J. S. Abegg in Bremerhaven und übernahm sie 1843. Unter der Leitung seines Bruders Johann Carl Tecklenborg wurden vorwiegend Tiefwassersegler bis 1000 t gebaut. 1926 erfolgte die Verschmelzung mit der AG Weser zur Deschimag, die 1928 geschlossen wurde. |
| H. F. Ulrichs                    | 1855–1882      | Bremerhaven                   | Der Vegesacker Werftbetrieb eröffnete 1855 in Bremerhaven einen Zweigbetrieb mit Schiffbauplatz und Trockendock. Der Betrieb wurde 1890 geschlossen und an Georg Seebeck verkauft. Es wurden rund 20 Neubauten, überwiegend Barken und einige Vollschiffe, abgeliefert. |
| F. W. Wencke                     | 1835–1900      | Vegesack                      | Friedrich Wilhelm Wencke, ein Bruder von Bernhard Wencke, pachtete 1833 in Bremerhaven an der Geeste ein Grundstück für eine Werft. Ab 1835 wurden hölzerne Segelschiffe gebaut. 1845 errichtete er das erste Trockendock in Bremerhaven. 1885 wurde der erste deutsche Fischdampfer Sagitta abgeliefert. 1900 wurde die Werft an Georg Seebeck verkauft. |
| Gustav Kuhr                      | 1945–1973      | Lunewerft, Fischereihafen-Süd | geschlossene und unsinkbare Rettungsboote (Kuhr-Boote) |

## Literatur

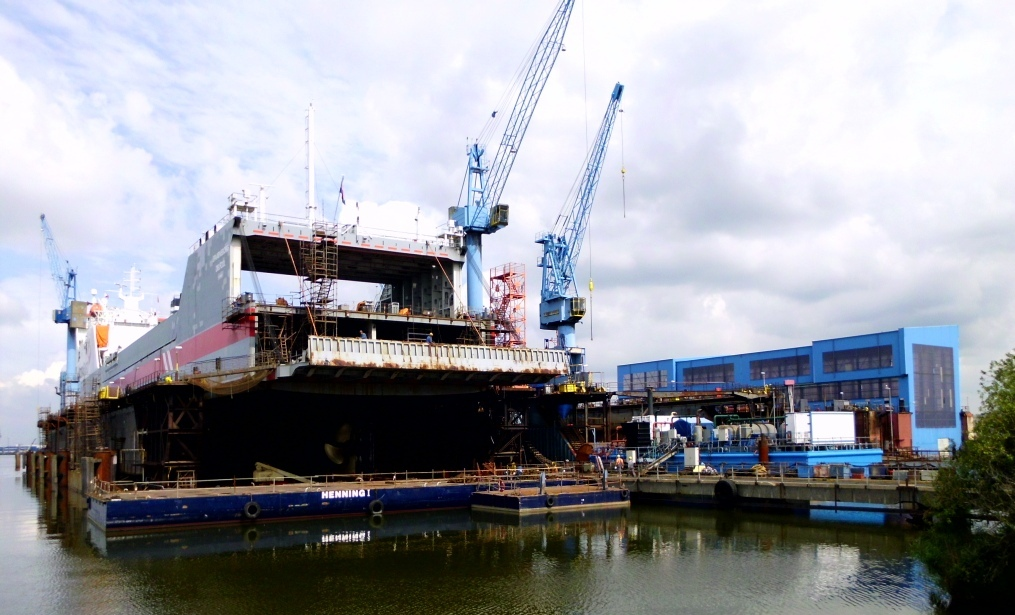
Blick auf die vier Schwimmdocks der Reparaturwerft „Bredo – Bremerhavener Dock“ im Fischereihafen von Bremerhaven